# 鲍勒束丝壳
鲍勒束丝壳（学名：Trichocladia baumleri）是属于白粉菌目白粉菌科束丝壳属的一种真菌，寄生在蚕豆属植物上。该种分布于中国、日本、丹麦、西班牙、匈牙利、俄罗斯、芬兰、希腊、法国、波兰、英国、罗 马尼亚、挪威、南斯拉夫、保加利亚、荷兰、葡萄牙、捷克斯洛伐克、奥地利、意大利、瑞士、瑞典、德国等地。